# ジェラルド・ウェイ
ジェラルド・ウェイ（Gerard Way、1977年4月9日 - ）は、アメリカ合衆国ニュージャージー州サミット出身の歌手、アーティスト、アニメーター・漫画家。身長5フィート7インチ(170センチメートル)。マイ・ケミカル・ロマンスのボーカル。弟のマイキー・ウェイは同バンドのベーシストである。

## 生い立ち
- 1977年4月9日、アメリカ合衆国ニュージャージー州サミットで、スコットランドの家系に生まれる。
- 1995年、ベルヴィル高校を卒業。
- 1999年、ニューヨークのスクール・オブ・ビジュアル・アーツを卒業し、美術学士号取得。
- バンドを結成する前は、アニメーターとして活動していた。ところが、ニューヨークへ仕事に行く船の中で偶然アメリカ同時多発テロ事件を目撃、当時母親の実家の地下で働いていた自分の生き方に疑問を抱き、ミュージシャンへの転身を決意する。
- 2001年、マイ・ケミカル・ロマンスを結成。バンドは2013年3月22日に一度解散。その後2019年10月31日に再結成を発表した。
- 漫画家としても活動していて、アメリカン・コミックスの『アンブレラ・アカデミー』は彼が原作を担当し、2008年にアイズナー賞を受賞した。

## 他アーティストとのコラボ
マイ・ケミカル・ロマンスとしてではなく、ジェラルド個人としてコラボすることがある。
- 2009年 「Safe And Sound」(氷室京介)

「KYOSUKE HIMURO feat. GERARD WAY」名義。
　2008年春、偶然にも、L.A.の氷室の住む地域に、ジェラルドが移住。その環境から、兼ねてから氷室がミュージシャンとしてジェラルドに興味を抱いていたことを知る知人より、そのことがジェラルドに伝わり、ジェラルドが氷室宅を訪ねたとのこと。意気投合し、共同作業を始める。2008年9月末、氷室自身のツアー終了直後から年末までの期間、氷室とジェラルドの間では何度ものやり取りが重ねられた。2010年7月14日発売となる氷室のシングル「BANG THE BEAT」のカップリングにも収録する。

## 私生活
2007年9月3日、マインドレス・セルフ・インダルジェンスのベーシスト、Lyn-Zと結婚。2009年5月27日に長女が生まれた。

## ディスコグラフィ

### ソロ・アルバム
- 『ヘジタント・エイリアン』 - Hesitant Alien (2014年)

### マイ・ケミカル・ロマンス
- 『アイ・ブロウト・ユー・マイ・ブレッツ、ユー・ブロウト・ミー・ユア・ラヴ』 - I Brought You My Bullets, You Brought Me Your Love (2002年)
- 『スウィート・リベンジ』 - Three Cheers For Sweet Revenge (2004年)
- 『ザ・ブラック・パレード』 - The Black Parade (2006年)
- 『デンジャー・デイズ』 - Danger Days: The True Lives Of The Fabulous Killjoys (2010年)